# Women’s Royal Army Corps
Als Women’s Royal Army Corps (WRAC) (deutsch etwa „Königliches Frauenkorps der Armee“) wurde in der zweiten Hälfte des 20. Jahrhunderts die Gemeinschaft aller in der British Army, also im Heer des Vereinigten Königreichs, dienenden Frauen bezeichnet.
Der Begriff Korps ist hier nicht im Sinne eines Armeekorps, also eines militärischen Großverbands, zu sehen, sondern, ähnlich wie beispielsweise bei Sanitätskorps oder Studentencorps, als übergeordneter und zusammenfassender Begriff.

## Geschichte
Das WRAC wurde 1949 gegründet, also vier Jahre nach dem Ende des Zweiten Weltkriegs. Es übernahm die Frauen des Auxiliary Territorial Service (ATS), der damaligen Frauenabteilung des britischen Heeres aus dem Zweiten Weltkrieg, die 1938 gegründet worden war, um Männer für den „Dienst an der Waffe“ freizustellen. Das Korps umfasste alle in der Armee dienenden Frauen mit Ausnahme von Sanitäts- und Veterinärpflegerinnen, Militärgeistlichen und Krankenschwestern.
Im Jahr 1952 wurden die Dienstgrade des WRAC an die der britischen Armee angeglichen. Die Frauen arbeiteten in über vierzig Berufen, darunter als Stabsoffizierinnen, Sachbearbeiterinnen, Köchinnen, Hundeführerinnen, Nachrichtendienstmitarbeiterinnen, Fahrerinnen, Geheimdienstanalytikerinnen, Militärpolizistinnen sowie Post- und Kurierdienstkräfte.
Erst ab den 1980er-Jahren wurden Frauen an Schusswaffen ausgebildet. Und erst ab 1984 durften sie eine Offiziersausbildung an der Royal Military Academy Sandhurst absolvieren. Zuvor gab es eine separate Ausbildungsstätte, das Women’s Royal Army Corps College in Camberley.
Frauen des WRAC nahmen an zahlreichen Operationen teil, darunter in Malaya (1948–1960), Kenia (1952–1960), Zypern (1954–1959), Aden (1963–1967), Nordirland (1969–2007) und im Golfkrieg (1990–1991). 59 Frauen starben im Dienst.
Nach der Auflösung des WRAC im Jahr 1992 wurden die Frauen dem Stab und der Personalabteilung des neuen Adjutant General’s Corps zugeteilt oder sie traten in die bisherigen „Männer-Einheiten“ der britischen Armee ein, in der es fortan keine separaten Truppenteile für Frauen oder Männer mehr gab. Im Jahr 2016 wurde auch das Verbot des Frontdienstes für Frauen aufgehoben. Schließlich, im Oktober 2018, wurden sämtliche Positionen in der Armee für Frauen zugänglich gemacht, einschließlich der Infanterie- und Spezialeinheiten.